# Peter Louwman
Peter Johannes Kees Louwman (Wassenaar, 29 november 1935 – aldaar, 21 juli 2023) was een Nederlandse auto-importeur, collectioneur, sterrenkundige en miljardair.

## Biografie
Louwman is een zoon van Piet Louwman, oprichter van Louwman & Parqui en de Nederlandse Import Maatschappij Automobielen 's-Gravenhage (NIMAG). Hij ging naar de Rijks Hogere Landbouwschool in Groningen. Na zijn opleiding ging hij aan het werk als landbouwkundig ingenieur bij NIMAG.
Naast zijn werk was Louwman amateurastronoom en expert op het gebied van historische telescopen. Hij bezat waarschijnlijk de grootste particuliere verzameling van antieke telescopen ter wereld. Samen met zijn broer Evert was hij de oprichter van het Louwman Museum in Den Haag.
Samen met wetenschapshistoricus Huib Zuidervaart schreef Louwman het boek A certain instrument for seeing far, over de geschiedenis en evolutie van de telescoop (ISBN 9789079817009). 

## Onderscheiding
Louwman werd in 2011 benoemd tot officier in de Orde van Oranje-Nassau.
De Internationale Astronomische Unie (IAU) vernoemde een planetoïde naar hem: (9697) Louwman.
- Gemeinsame Normdatei: 1052299709
- International Standard Name Identifier: 0000 0004 4508 5749
- Nederlandse Thesaurus van Auteursnamen: 121553337
- Système universitaire de documentation: 164973303
- Virtual International Authority File: 243676217
- WorldCat: E39PCjJryVd4h8869vMY3Fjfjd